# Cyclocarpa stellaris
Cyclocarpa es un género monotípico de plantas con flores  perteneciente a la familia Fabaceae. Su única especie: Cyclocarpa stellaris, está distribuida por las regiones tropicales de África y Asia.

## Descripción
Es una planta herbácea glabra, erecta o postrada que alcanza los 3,5-50 cm de altura, generalmente ramificada.

## Ecología
Se encuentra en lugares soleados y húmedos sobre granito junto con Utricularia pubescens, Afrotrilepis pilosa; y en la sabana con Hyparrhenia; en lugares encharcados; en campos de arroz; a una altitud de 0-1280 metros.

## Distribución
Se distribuye por Laos, Vietnam, Tailandia, Java, Borneo, norte de Australia y Queensland (vide Webbia 19: 613, 1964); en África - Asia - Australia. 

## Taxonomía
Cyclocarpa stellaris fue descrita por John Gilbert Baker y publicado en Flora of Tropical Africa 2: 151. 1871.
Sinonimia
- Aeschynomene stellaris (Afzel. ex Baker) Roberty[2]